# Comuna Slavne, Rozdolne
Slavne (în ucraineană Славне) este o comună în raionul Rozdolne, Republica Autonomă Crimeea, Ucraina, formată din satele Kotovske, Rîleevka, Slavne (reședința) și Sterehușce.

## Demografie
Componența lingvistică a comunei Slavne
     Rusă (67,67%)
     Ucraineană (17,36%)
     Tătară crimeeană (12,2%)
     Alte limbi (1,07%)
Conform recensământului din 2001, majoritatea populației comunei Slavne era vorbitoare de rusă (67,67%), existând în minoritate și vorbitori de ucraineană (17,36%) și tătară crimeeană (12,2%).